# Affaire des propos de Bruno Gollnisch d'octobre 2004
 (janvier 2025).
Bruno Gollnisch est un homme politique français membre du Front national et un professeur de l'université Jean-Moulin-Lyon-III. Dans cette université, plusieurs scandales éclatent régulièrement à la suite de propos considérés comme antisémites et/ou négationnistes. Ces affirmations faisant scandale, une commission d'enquête est créée en 2000. Cette commission, présidée par l'historien Henry Rousso porte le titre de « commission sur le racisme et le négationnisme à l'université Jean-Moulin-Lyon-III » a pour objectif d'émettre un rapport sur le sujet. Le rapport est remis le 6 octobre 2004 à François Fillon, ministre de l'Éducation nationale.
Le 11 octobre 2004, Bruno Gollnisch organise une conférence de presse au cours de laquelle il conteste le choix du président de la commission — dont il rappelle l'origine juive — et critique l'analyse classique de la Shoah.
Ces propos ont suscité de nombreuses réactions politiques, associatives et universitaires mais aussi une réaction judiciaire. Les poursuites se clôturent par une cassation sans renvoi au motif que : « les propos retenus dans la citation, qui renferment des énonciations contradictoires, ne permettent pas de caractériser à la charge du prévenu le délit de contestation d'un ou plusieurs crimes contre l'humanité ».

## Contexte et déclarations

### Conférence de presse du 11 octobre
À la suite de la publication du rapport de la commission Rousso (commission d'historiens chargée d'enquêter sur le racisme et le négationnisme à l'université Jean-Moulin-Lyon-III), remis le 6 octobre à François Fillon, ministre de l'Éducation nationale, Bruno Gollnisch, lors d'une conférence de presse organisée le 11 octobre 2004 à Lyon, tient des propos qui suscitent une polémique. Les thèmes de la conférence de presse concernent, outre le rapport Rousso, l'adhésion de la Turquie à l'Union européenne, l'affaire des otages en Irak et la rentrée politique et économique. Lorsque le thème du rapport Rousso est abordé, au bout d'une heure, notamment par des questions de journalistes, Bruno Gollnisch tient ses propos s'appuyant sur la lecture de notes qu'il tient à la main, commençant par préciser que « n’étant [lui-même] spécialiste que de l’histoire du Japon, [il ne peut], s’agissant de la Seconde Guerre mondiale, prendre position à titre académique que sur le théâtre Asie-Pacifique. »
« Je reconnais les millions de morts du drame de la déportation et de l’univers concentrationnaire. »
« S’agissant toutefois, au cas par cas, des modalités et de l’étendue de ce drame, je m’en remets au jugement des historiens spécialistes, dont les discussions devraient être libres, et non sous la menace d’une loi d’inspiration communiste, la loi dite loi Gayssot, dont le but était de faire oublier les crimes soviétiques. »
Au sujet du rapport Rousso, il déclare :
« M. Rousso, historien estimable d’origine juive, directeur de l'Institut d'histoire du temps présent, adversaire déclaré des « révisionnistes » […] aurait pu être considéré comme un historien engagé contre ce qu’il avait pour mission d’étudier », propos reportés dans le magazine Français d'abord du 11 octobre 2004 (article du site).
« Monsieur Rousso est un adversaire de ceux qui contestent la vérité officielle en matière de Seconde Guerre mondiale. Il était juge et partie. C’est une personnalité juive. C’est un fait. Cela pouvait laisser craindre que le rapport ne soit pas tout à fait objectif », cité sur tf1.fr et mis en ligne le 11 octobre 2004 (interview).
« Henry Rousso est un historien engagé, c’est une personnalité juive, une personnalité estimable, mais sa neutralité n'est pas assurée », cité dans Le Figaro du 13 octobre 2004, article d'Olivier Pognon, p. 8.
La discussion porte plus tard sur le rappel d'un échange qui s'est déroulé entre Michel Noir et Claude Lanzmann, réalisateur du film Shoah, sur l’antenne d’Europe 1, après la soutenance de la thèse de Nantes. Michel Noir y avait exprimé en direct à l’antenne que son père, ancien déporté à Mauthausen, avait attesté auprès de lui de l'existence de chambres à gaz. Claude Lanzmann et les autres participants avaient alors apporté des précisions sur la nature de ce camp. Bruno Gollnisch déclare à ce sujet : « Je suis tout à fait incapable quant à moi de porter un jugement sur ce point. C'est entre historiens spécialistes que ce débat doit avoir lieu. »
Il aurait également déclaré par la suite, lorsqu'il est interrogé par les journalistes afin de savoir s'il remet en question l'existence des chambres à gaz (cité dans Le Monde du 15 octobre 2004) :
« C'est aux historiens d'en discuter », tout en précisant « ne pas remettre en cause le drame concentrationnaire », il revendique « le droit d'en discuter librement » tout comme le droit de « discuter » du « nombre effectif de morts ».
« Qu’il soit bien clair, en ce qui me concerne, que je nie pas l’existence des chambres à gaz homicides », propos rapportés dans le journal Le Monde du 15 octobre.
Dans ses conclusions écrites présentées au tribunal de grande instance de Lyon, Gollnisch « conteste absolument avoir précisé que les historiens pouvaient aussi discuter du "nombre de morts" ».
Il affirme également :
« Je ne remets pas en cause l’existence des camps de concentration mais, sur le nombre de morts, les historiens pourraient en discuter. Quant à l’existence des chambres à gaz, il appartient aux historiens de se déterminer », cité dans Libération, 12 octobre 2004.
« Je reconnais les millions de morts du drame de la déportation et de l’univers concentrationnaire. […] S’agissant toutefois, au cas par cas, des modalités et de l’étendue de ce drame, je m’en remets au jugement des historiens spécialistes, dont les discussions devraient être libres, et non sous la menace d’une loi d’inspiration communiste, la loi dite loi Gayssot, dont le but était de faire oublier les crimes soviétiques. […] En effet, s’agissant du massacre de 11 000 officiers polonais à Katyń, assassinés d’une balle dans la nuque, il n’y a plus un historien sérieux qui adhère intégralement aux actes du procès de Nuremberg depuis que l’on sait que ce crime, mis sur le compte des Allemands, était à mettre sur celui des Soviétiques. Disant cela, je ne cherche pas à minimiser les crimes du régime national-socialiste, pour lequel je n’ai jamais eu la moindre sympathie. »
« Les Français en général, et les Lyonnais en particulier sont peu informés de la réalité des persécutions et des mensonges. […] Que M. Roques, auteur de la fameuse thèse de Nantes, était considéré publiquement comme le meilleur spécialiste de la question par le célèbre historien Alain Decaux, académicien, et ancien Ministre socialiste », dans Français d'abord, 11 octobre 2004 (article du site).
Dans ses conclusions écrites présentées au tribunal de grande instance de Lyon, Gollnisch affirme que des propos qui lui ont été imputés par la presse sont « manipulés, tronqués et, surtout, sortis de leur contexte. » Certains journalistes, lorsqu'ils ont retranscrit sur ordinateur leurs notes manuscrites, auraient volontairement modifié ses paroles afin de lui attribuer des propos qui prêteraient à controverse.

### L'entretien au site tf1.fr
Dans l'après-midi du 11 octobre, Bruno Gollnisch accorde un entretien au site tf1.fr dans lequel il affirme (article) :
« Le débat sur les chambres à gaz appartient aux historiens. Cinquante ans après, il me semble que ce débat pourrait être libre. Il pourrait y avoir une confrontation, autrement que par tribunaux interposés ou procès d’intentions de part et d'autre ».

### Interventions des jours suivants
La lecture de ces propos dans les journaux ayant entraîné diverses réactions négatives, dont celle du ministère français de l'Éducation nationale, les jugeant « scandaleux » et affirmant étudier « les suites à y donner », tandis que d'autres, dans la presse, y voyaient des propos « négationnistes », Bruno Gollnisch est intervenu le lendemain sur l'antenne de LCI. Les entretiens qu'il accorde à certains médias dans les jours qui suivent, le 11 et le 12 octobre, relancent un peu plus la controverse.
« Il y a des tas de camps de concentration […] où des historiens officiels disent qu’il n’y a pas eu finalement de chambres à gaz. », NouvelObs.com, 12/10/2004, citant une interview donnée à la chaîne LCI (article).
et « J'ai dit que je n'étais pas compétent sur le sujet. (…) Je ne juge pas de ces questions-là, je ne suis pas spécialiste. (…) Je pense que le débat devrait être libre entre historiens puisque les historiens ne sont pas d'accord ». Il revendique ensuite « la liberté de l'appréciation de l'Histoire » qui « n'a rien à voir avec l'antisémitisme ».
Et, dans un droit de réponse au journal La Croix le 3 décembre 2004 :
« Ce terme [négationnisme] n’est pas adéquat. On ne peut en effet qualifier ainsi ni ma critique de la loi Gayssot, ni le fait que j’ai rappelé que l’assassinat de 11 000 officiers polonais à Katyń, contrairement à ce qui a été jugé après la guerre, était un crime des soviétiques, ainsi que l’ont depuis lors reconnu les autorités russes »

## Points ayant porté à controverse
De nombreux partis politiques et plusieurs associations et mouvements se sont élevés contre les propos de Bruno Gollnisch. Parmi celles-ci, l'UNEF, Hippocampe (Association des étudiants de l'université Jean-Moulin-Lyon-III contre le négationnisme, le racisme et l'antisémitisme), ou le site internet d'archives phdn.org. Celui-ci résume les griefs qui sont faits à Bruno Gollnisch et les points que ces associations dénoncent :

### Sur le président de la commission
Bruno Gollnisch eut ces propos au sujet du président de la commission : « Monsieur Rousso est un adversaire de ceux qui contestent la vérité officielle en matière de Seconde Guerre mondiale. Il était juge et partie. C’est une personnalité juive. C’est un fait. Cela pouvait laisser craindre que le rapport ne soit pas tout à fait objectif. »
Cette dernière appréciation fait réagir ces associations qui estiment que Bruno Gollnisch émet un jugement sur une personne sur le simple fait d'une origine juive attribuée, état de judéité qui biaiserait nécessairement l'appréciation de cette personne, ce que ces associations dénoncent comme poncif antisémite. [réf. nécessaire]
L'utilisation des termes tels que « ceux qui contestent la vérité officielle » est également reprochée, permettant à Bruno Gollnisch, selon le site phdn.org, de faire passer une réalité qui recueille un consensus unanime des historiens comme une représentation tendancieuse dont certains briseraient les tabous. [réf. nécessaire]

### Sur les procès de Nuremberg
Son appréciation concernant le procès de Nuremberg :
« Je reconnais les millions de morts du drame de la déportation et de l’univers concentrationnaire. […] S’agissant toutefois, au cas par cas, des modalités et de l’étendue de ce drame, je m’en remets au jugement des historiens spécialistes, dont les discussions devraient être libres, et non sous la menace d’une loi d’inspiration communiste, la loi dite loi Gayssot, dont le but était de faire oublier les crimes soviétiques. […] En effet, s’agissant du massacre de 11 000 officiers polonais à Katyń, assassinés d’une balle dans la nuque, il n’y a plus un historien sérieux qui adhère intégralement aux actes du procès de Nuremberg depuis que l’on sait que ce crime, mis sur le compte des Allemands, était à mettre sur celui des Soviétiques. Disant cela, je ne cherche pas à minimiser les crimes du régime national-socialiste, pour lequel je n’ai jamais eu la moindre sympathie »,
ainsi que le droit de réponse au journal La Croix :
« Ce terme [négationnisme] n’est pas adéquat. On ne peut en effet qualifier ainsi ni ma critique de la loi Gayssot, ni le fait que j’ai rappelé que l’assassinat de 11 000 officiers polonais à Katyń, contrairement à ce qui a été jugé après la guerre, était un crime des soviétiques, ainsi que l’ont depuis lors reconnu les autorités russes »,
provoquent la réaction des associations sus-citées qui considèrent que la formulation de Gollnisch laisse croire que les procès de Nuremberg ont attribué aux nazis le Massacre de Katyń (les jugements n'ont au contraire pas retenu de responsabilité aux nazis dans ce massacre). 
Elle lui reprochent également de travestir le texte de la loi Gayssot en lui attribuant le but de « faire oublier les crimes soviétiques », attribution qui selon les mêmes observateurs n'a aucun fondement.

### Sur la nature des crimes nazis
Concernant ses propos :
« Qu’il soit bien clair, en ce qui me concerne, que je nie pas l’existence des chambres à gaz homicides. » et
« Je ne remets pas en cause l’existence des camps de concentration mais, sur le nombre de morts, les historiens pourraient en discuter. Quant à l’existence des chambres à gaz, il appartient aux historiens de se déterminer »,
Ses propos sur un débat sur l'existence des chambres à gaz sont également dénoncés comme appuyant le négationnisme puisqu'ils incitent l'auditeur à penser que cette existence ne serait pas parfaitement établie, ou qu’il n’y aurait pas de consensus entre historiens sur ce point.
Ensuite sur la partie qu'il aborde lorsqu'il est interrogé par les journalistes afin de savoir s'il remet en question l'existence des chambres à gaz : « C'est aux historiens d'en discuter. » Tout en précisant « ne pas remettre en cause le drame concentrationnaire », il revendique « le droit d'en discuter librement » tout comme le droit de « discuter » du « nombre effectif de morts ».
Il lui est alors à nouveau reproché par les associations cités plus haut d'entretenir la confusion, puisque les chambres à gaz des camps de concentration (donc ne prenant pas en compte les camps d'extermination) ont servi à l'assassinat de moins de 20 000 juifs, chiffre particulièrement faible par rapport à celui des juifs tués et gazés dans les camps de mises à mort (également nommés camps d'extermination). Or en rapprochant le droit de parler du nombre effectifs de morts et la seule question concentrationnaire, il est reproché à Gollnisch d'utiliser un procédé courant des auteurs négationnistes.
Sur les déclarations :
« Le débat sur les chambres à gaz appartient aux historiens. Cinquante ans après, il me semble que ce débat pourrait être libre. Il pourrait y avoir une confrontation, autrement que par tribunaux interposés ou procès d’intentions de part et d’autre » et
« Il y a des tas de camps de concentration […] où des historiens officiels disent qu’il n’y a pas eu finalement de chambres à gaz. »,
la dénonciation posée par le site phdn.org aux propos de Bruno Gollnisch concerne une fois de plus ce qui est présenté comme un appui aux thèses négationnistes. Outre le vocabulaire qui attribuerait selon certains à la société occidentale ou française des méthodes dictatoriales (il y aurait des « historiens officiels »), il est reproché à Bruno Gollnisch de travestir la réalité.
Il lui est en effet attribué des sous-entendus qui ne correspondent en rien à la réalité puisque par le terme « finalement », Gollnisch suppose que le discours des historiens aurait évolué d’une position qui consiste à dire que tous les camps de concentration étaient dotés de chambres à gaz, à une position qui reconnaîtrait en définitive que « des tas » n'en étaient pas dotés. Or cette présentation est dénoncée comme frauduleuse puisque si, effectivement, les camps de concentration ne furent pas dans leur majorité dotés de chambres à gaz (dont les victimes représentent moins de 1 % du nombre de victimes total des gazages), et ce contrairement aux centres de mise à mort comme Auschwitz-Birkenau, un certain nombre d’entre eux le furent vers la fin de la guerre à des fins d’assassinats des prisonniers à « petite échelle », et surtout, le discours des historiens n’a jamais varié sur ce point.

## Répercussions judiciaires et contexte universitaire
De nombreux mouvements et associations, dont Hippocampe, l'UNEF, SOS-Racisme, la Licra, le Parti socialiste et les Verts demandent des sanctions contre de Bruno Gollnisch. 
Plusieurs dizaines de militants de l'association Hippocampe, de l’UNEF et de membres de l’UEJF empêchent Bruno Gollnisch de tenir son cours de droit international le 15 octobre, à la suite de quoi le président de l’université Jean-Moulin-Lyon-III, Guy Lavorel, le suspend de cours pendant un mois, arguant de « divers risques de désordres ». De son côté, le recteur Morvan décide de le traduire devant une commission disciplinaire. Bruno Gollnisch fait alors remarquer que le recteur n'a légalement aucun pouvoir disciplinaire contre les professeurs d’université.
Bruno Gollnisch dépose plusieurs plaintes pour diffamation, notamment contre Olivier Duhamel, ex-député européen socialiste, Jean-Jack Queyranne, président socialiste du Conseil régional de Rhône-Alpes, et Jean-Louis Touraine, premier adjoint PS de Lyon.
Le 29 novembre, le procureur de la République de Lyon, M. Richaud, conclut, au vu de l'enquête préliminaire, que Bruno Gollnisch ne peut être poursuivi dans cette affaire. Le même jour, le procureur général près la cour d’appel, M. Viout, publie un communiqué annonçant que, « sur instruction du Garde des sceaux, ministre de la Justice » Dominique Perben, il ordonne à Me Richaud de poursuivre Bruno Gollnisch pour contestation de crimes contre l'humanité, lequel prétend que l'affrontement prévu lors des prochaines élections municipales à Lyon entre M. Perben et lui-même n'est peut-être pas étranger à cette instruction.
Le 11 décembre, le journal Paris Match, qui avait refusé de publier le droit de réponse que Bruno Gollnisch lui avait adressé, est condamné à le publier, avec une astreinte de 5 000 € par numéro de retard, et à verser 3 000 € à Bruno Gollnisch à titre de dommages-intérêts.
Par une ordonnance du 14 janvier 2005, le juge des référés du Conseil d'État suspend l'interdiction d'accès aux locaux de Lyon III décidée à l'encontre de Bruno Gollnisch, estimant que « la décision administrative contestée préjudicie de manière suffisamment grave et immédiate à un intérêt public, à la situation du requérant, aux intérêts qu’il entend défendre ». Cependant le Conseil d'État ne s'est pas prononcé sur la procédure disciplinaire. Le président de Lyon confirme qu'« aucune nouvelle suspension de Bruno Gollnisch n’est possible », tandis que le recteur Alain Morvan déclarait : « Que cet homme qui n’a prononcé aucune parole de regret, trouve au bout du compte son juste châtiment, soit chassé de la fonction publique d’État et interdit d’enseignement, voici ce à quoi je m’emploie, non sans difficulté ».
Le 2 février, Bruno Gollnisch reprend ses cours malgré l'opposition de quelques personnes qui essayent d'empêcher le cours d'avoir lieu. Les étudiants ont pu pénétrer dans l'amphithéâtre sur présentation de leurs cartes d'étudiant. Des heurts éclatent entre manifestants et militants d'extrême droite (Œuvre française, Front national), au cours desquels les seconds blessent trois manifestants[réf. nécessaire]. Les étudiants blessés portent plainte pour violences volontaires, tandis que les associations étudiantes dénoncent la présence de « ces miliciens » qui, écrivent-elles, « ont pu patrouiller dans les locaux de l'université sans avoir à justifier de leur statut d'étudiant ». Le 4 février, le ministre de l'éducation François Fillon suspend Bruno Gollnisch de ses fonctions d'enseignant « dans l’intérêt du service ».
Le 5 février, Bruno Gollnisch annonce qu’il porte plainte contre le recteur Morvan, « pour diffamation, atteinte à la présomption d'innocence, pour pression sur une instance juridictionnelle » et qu’il l’assigne au civil. Le 23 février, lors de l'audience du tribunal civil de Lyon, le ministre de l'éducation, par la voix du préfet, déclare que le tribunal civil n'est pas compétent pour statuer dans cette affaire mettant en cause un de ses agents.
Une plainte pour diffamation et injure, quant à elle, suit son cours. Le recteur Morvan n'a à ce jour pas été mis en examen à l'issue de son audition par le juge Chauvot. L'affaire est pendante devant la chambre de l'instruction.
Le 3 mars, Bruno Gollnisch comparaît devant la section disciplinaire de l'université Jean-Moulin-Lyon-III. Le lendemain, le verdict de 5 années d'exclusion est prononcé.
Le 11 mars, Bruno Gollnisch fait savoir qu'il va faire appel de cette décision devant le Conseil national de l'enseignement supérieur et de la recherche (CNESER).
Le 14 mars, le juge d'instruction Jacques Chauvot rend une ordonnance de refus de mise en examen et de non-lieu, considérant qu'«il n'est pas douteux que M. Gollnisch ait manifesté clairement sa réprobation des crimes nazis, évoquant les millions de morts et les massacres perpétrés dans les chambres à gaz » et qu'« il n'existe pas d'élément objectif relevant de la contestation de crime contre l'humanité ».
Par une ordonnance du 14 mars 2005, le juge des référés du Conseil d'État « enjoint aux autorités administratives ayant à connaître de l'action disciplinaire qui a été engagée à l'encontre de M. Bruno Gollnisch, en raison des propos qu'il a tenus le 11 octobre 2004, de s'abstenir de prendre des positions publiques, tant à son sujet qu'en ce qui concerne les poursuites pénales diligentées du fait de ces mêmes propos, dans des conditions qui seraient contraires au principe de la présomption d'innocence. » Il accepte la défense présentée par le ministère de l'Éducation nationale sur les deux points suivants:
- Le principe général d'égalité devant la justice ne fait pas partie des droits fondamentaux que l'article L. 521-2 du code de justice administrative a pour objet de protéger.
- Une partie des propos tenus par le recteur Morvan sont couverts contre toute action par le délai de prescription de trois mois applicable en la matière. Toutefois, cela n'empêche pas le juge des référés de les prendre en compte en tant qu'éléments de fait pour constater qu'une atteinte à la présomption d'innocence a été commise.

Certains observateurs signalent que cette décision, la première rendue par le Conseil d'État sur la notion de présomption d'innocence, pourrait faire jurisprudence pour déterminer le champ d'application du référé-liberté.
L'instruction pour contestation de crimes contre l'humanité est quant à elle toujours en cours. Le 13 décembre 2005, le Parlement européen vote la levée de l'immunité parlementaire de Bruno Gollnisch, indiquant qu'il n'avait pas tenu les propos litigieux « dans l'exercice de ses fonctions » de député européen mais en tant que professeur de l'université Jean-Moulin-Lyon-III. Mardi 23 mai 2006 : le procès est reporté aux 6 et 7 novembre 2006 à cause d'une autre procédure pendante devant la Chambre de l'Instruction (plainte du MRAP).
Lundi 22 mai 2006, le CNESER examinait l'appel interjeté par Bruno Gollnisch à la suite de sa condamnation par la section disciplinaire de Lyon III en mars 2005. Après plus de neuf heures d'audience, le CNESER a condamné Bruno Gollnisch à 5 ans d’exclusion et à la privation de la moitié de son traitement en motivant sa décision sur les fondements suivants :
- en mettant à l'ordre du jour de sa conférence de presse le rapport Rousso, Bruno Gollnisch s'est volontairement placé sur le terrain universitaire ;
- en déclarant que Monsieur Rousso était « une personnalité juive, estimable, mais dont la neutralité n'était pas assurée », Bruno Gollnisch a contesté les qualités d'objectivité de Monsieur Rousso au motif qu'il serait juif. Ces déclarations ont été considérées par le CNESER comme « discriminatoires » et « contraires à l'éthique et à la déontologie universitaires ».

- Les propos « ambigus » de Bruno Gollnisch relatifs à l’existence des chambres à gaz, aux conclusions du tribunal de Nuremberg, et au nombre de morts durant la Shoah ont été considérés par le comme « une contribution aux thèses négationnistes ». Au surplus, le CNESER a motivé son jugement en indiquant qu'en faisant cette déclaration, Bruno Gollnisch avait pleinement conscience du retentissement et des désordres qu'ils occasionnerait, ce qui constitue selon les juges d'appel « une évidente faute disciplinaire ».

Gollnisch, dans un communiqué du mardi 23 mai 2006, reproche au CNESER de lui avoir imputé « deux propos - infirmés cependant par les juridictions pénales, dont les constatations s’imposent pourtant aux juridictions disciplinaires ». Il y regrette l'absence de poursuites disciplinaires contre Georges Frêche, lui aussi homme politique et universitaire, qui aurait injurié des harkis ; il évoque le caractère politique du problème, la société française étant d'après lui empuantie par le cadavre du marxisme.
Le 13 juin 2006, la chambre de l'instruction de la cour d'appel de Lyon ordonne un supplément d'information, lequel sera effectué par Jean-Hugues Gay, vice-président chargé de l'instruction au Tribunal de grande instance de Lyon,.
Le 19 mars 2008, le Conseil d'État a confirmé la décision du CNESER et a rejeté la requête en annulation de Bruno Gollnisch,.
Le 7 juin 2011, la Cour européenne des droits de l'homme a déclaré irrecevable, pour défaut manifeste de fondement, la requête de Bruno Gollnisch invoquant la violation, lors de la procédure disciplinaire, des articles 6 et 10 de la Convention européenne des droits de l'homme.

## Procès devant le tribunal correctionnel
Le procès a lieu en novembre 2006. Le 7 novembre 2006, Bruno Gollnisch reconnaît que « l'extermination des Juifs d'Europe par le régime national-socialiste, pendant la Seconde Guerre mondiale, constitue un crime contre l'humanité incontestable, qui a été commis notamment par l'utilisation de chambres à gaz dans des camps d'extermination. », approuvant les termes du président de la LICRA, qui s'est alors désisté du procès, estimant que « c'est une frustration de quitter ce procès. Mais cela m'a paru plus important d'entendre le numéro 2 du Front national reconnaître publiquement l'holocauste et l'utilisation des chambres à gaz. Je considère qu'on a gagné ce procès. » Le procureur Bernard Reynaud a requis une peine de 10 000 euros d'amende à son encontre, ainsi que la publication du jugement. Le jugement, rendu le 18 janvier 2007, reconnaît Bruno Gollnisch coupable et le condamne à trois mois de prison avec sursis, à 5 000 euros d’amende, ainsi qu'au versement de 55 000 euros de dommages-intérêts à répartir entre les neuf parties civiles, et à financer la publication du jugement dans la presse ; le tribunal a considéré que Gollnisch employait des procédés de dissimulation consistant à insinuer des doutes, contrairement à d'autres négationnistes comme Robert Faurisson ou Roger Garaudy, qui s'expriment ouvertement,. Bruno Gollnisch a annoncé qu'il avait fait appel de ce jugement ; son avocat envisage, en cas de confirmation de la condamnation, de saisir la Cour de cassation et la Cour européenne des droits de l'homme,,.

## Procès devant la cour d'appel
Le procès a été reporté au 6 décembre pour raison de santé, à la suite d'une opération chirurgicale de Gollnisch. Le parquet a demandé à la cour d'appel de Lyon de confirmer la peine prononcée en première instance,. La cour d'appel a confirmé la peine de première instance le 28 février 2008.

## Procédure devant la Cour de cassation
Le 23 juin 2009, la chambre criminelle de la Cour de cassation a annulé la condamnation de Bruno Gollnisch. Une fois l'arrêt rendu, il a déclaré : « ce succès judiciaire met à néant toute accusation contre moi ». Il a également affirmé que cet arrêt, qui « a cassé sans renvoi » de son dossier devant une cour d'appel, est une « procédure exceptionnelle, qui n'a été utilisé que deux fois : ici et lors de l'affaire Dreyfus » (En fait, la cassation sans renvoi avait déjà été appliquée par le passé, que ce soit au bénéfice d'hommes politiques comme Christian Vanneste le 12 novembre 2008 ou de simples anonymes). Il a par ailleurs annoncé son intention d'entamer les démarches nécessaires afin de récupérer son poste d'universitaire. Me Devers a expliqué pour sa part que la voie pénale et la voie disciplinaire étaient autonomes et que la solution de droit adoptée au pénal n'avait donc aucune incidence sur la condamnation disciplinaire.

## Immunité parlementaire
Bruno Gollnisch avait saisi le Tribunal de l’Union européenne afin de contester le refus du Parlement européen de défendre son immunité parlementaire en 2005 et d'obtenir une indemnisation du préjudice qu'aurait causé ce refus. Le 19 mars 2010, il a été débouté selon l'argument qu'à la suite de l'arrêt de la Cour de cassation française il n'y avait plus lieu de statuer sur sa demande d'annulation. Le Tribunal de l’Union européenne estime néanmoins que le Parlement européen a violé une règle de droit relative à l'immunité des membres du Parlement.

## Commentaires connexes sur l'affaire
L'hebdomadaire lyonnais Vox a publié une partie seulement du texte de la conférence de presse du 11 octobre 2004, à laquelle était présent son directeur de la publication, Florent Dessus. Ce dernier, ancien président du Parti radical et un des plus anciens adversaires politiques de Bruno Gollnisch (encore son concurrent lors des précédentes élections), a écrit dans ce journal :
« Toutes ces réactions, tout ce tollé auraient été parfaitement concevables, si M. Gollnisch avait effectivement nié l'existence des chambres à gaz, ce qui n'est pas le cas. S'il avait tenu les propos qu'on lui prête, nous aurions été les premiers à les dénoncer, mais il se trouve qu'on ne peut pas lui faire dire le contraire de ce qu'il a dit ».
Ce journaliste n'a pas assisté à l'intégralité de la conférence de presse et donc n'a pas pu produire le verbatim des propos de Bruno Gollnisch.
L'ancien Premier ministre Raymond Barre déclare le 3 février 2005 sur la Chaîne parlementaire et France Info que Bruno Gollnisch est « un homme sympathique. Il est parfois emporté par un langage outrancier. Mais c'est quelqu'un de bien » . « Il a des propos… mais je vous dirais que cela lui échappe. Et dans le fond, je ne crois pas qu'il y croit. Seulement, c'est la politique, et en France, on fait de la politique avec n'importe quoi ».
Pour Nicolas Lebourg et Joseph Beauregard, « il semble qu'il [Bruno Gollnisch] vienne cherche son "point de détail", de quoi en faire un "paria" dans la continuité de Le Pen père et en rupture avec Le Pen fille. Il s'agit d'aimanter à lui les militants frontistes et au-delà le capital militant de la nébuleuse d'extrême droite. Le politique qui est en lui n'a manifestement pas consulté le juriste, tant il dépasse amplement la simple critique de la loi Gayssot. L'orateur n'a pas non plus consulté le spécialiste du Japon qui eût pu lui indiquer que ce jour-là il se livre à Marine Le Pen, tant au judo il est de principe de transformer une charge de l'adversaire en déroute de celui-ci ».